# Дніпропетровський сільський ґебіт
Дніпропетро́вський сільськи́й ґебі́т, сільська́ окру́га Дніпропетро́вськ (нім. Kreisgebiet Dnjepropetrowsk- Land) — адміністративно-територіальна одиниця генеральної округи Дніпропетровськ Райхскомісаріату Україна з центром у Дніпропетровську, що існувала в часи Німецько-радянської війни. 

## Історія
Ґебіт утворено о 12:00 15 листопада 1941 року на території Дніпропетровської області. Він поділявся на 2 райони: сільський район Дніпропетровськ (нім. Rayon Dnjepropetrowsk-Land) та район Солоне (нім. Rayon Solenoje), збігаючись межами з двома відповідними радянськими районами довоєнної Дніпропетровської області: Дніпропетровським і Солонянським.
25 жовтня 1943 року адміністративний центр округи було відвойовано радянськими військами.